# 蓋瑞·基爾多
蓋瑞·阿倫·基爾多（英語：Gary Arlen Kildall，/ˈkɪldˌɔːl/，1942年5月19日—1994年7月11日）是美国電腦科學家和微電腦企业家。在電腦领域的職業生涯長達20多年，以开发出CP/M作業系统及發明BIOS而聞名。
在1970年代，基爾多利用其他作業系统和程式設計工具创建了CP/M，并随后成立了數位研究公司。基爾多是最早认识到微处理器是功能齐全的電腦（而不只是简单的设备控制器）并依此成立公司、開創事業的人之一。由於他在这个时代的成就，被认为是引領个人电脑變革的先驱。而CP/M是第一套支援多平台的微電腦磁碟作業系统，爲電腦史上的重大貢獻，是IEEE認可的里程碑之一。

## 早期生活
蓋瑞·基爾多在华盛顿州西雅图市出生并长大，他的家人在那里经营一所航海学校。他的父亲約瑟夫（Joseph）是挪威裔的船长。他的母亲艾瑪（Emma）有一半瑞典血统，因为基爾多的外祖母出生在瑞典谢莱夫特奥市的朗貝克（瑞典語：Långbäck），在23岁时移民到加拿大。
高中时自称是「油頭族」，:12基爾多後來就读於華盛頓大學，期望成为数学老师。在校期间，基爾多对电脑技术越来越感兴趣。1972年获得学位后，因爲被海軍徵召入伍，所以他到加州蒙特雷的海军研究生院任教。由於距離矽谷僅一小時車程，基爾多很快得知了第一款商業微處理器英特爾4004的消息。他买了一个处理器並開始為其寫些實驗性的程式。為了更深入地了解這些處理器，他在休息日時擔任英特爾公司的顧問。
基爾多曾短暂返回华盛顿大学並於1972年完成電腦科學博士学位，然后接着在海军研究生院教書。期間，他发表了一篇论文，介绍了当今用于优化程式編譯器的資料流分析理论（或称「基爾多方法」），并继续用微電腦及新兴的軟碟技术进行实验。英特尔借给他裝載8008和8080的系统，然後他在1973年開發出第一個微处理器高階程式語言——PL/M。他还为英特尔编写了一个名为INTERP/80的8080指令集模拟器。同年，他完成了CP/M作業系統，使8080能够控制軟碟機，首次在微電腦规模上结合了電腦的所有基本组件。他向英特尔展示了CP/M，但英特尔兴趣不大，反而选择推廣PL/M。

## 商业生涯

### CP/M
基爾多和他的妻子桃樂思（Dorothy）在1974年成立了一家公司——最初名为「星際數位研究」（Intergalactic Digital Research），沒多久就改名为數位研究——透過微電腦爱好者杂志上的广告推销CP/M。數位研究將CP/M授權給IMSAI 8080，這是一套頗受歡迎的Altair 8800系統的複製品。随着越来越多的系統制造商获得CP/M授權，它成为了非官方標準，導致必须支持越来越多種類的硬體；因此，基爾多开创了BIOS的概念——一组存储在唯讀記憶體中的簡易程式，使CP/M无需修改即可在不同系统上运行。
CP/M的快速成功让基爾多感到意外於措手不及，針對高密度軟碟和硬碟的開發進度跟不上市場需求。在硬體制造商提到要設計可與之匹敵的作業系统之後，基爾多倉促地開始動手CP/M 2。到了1981年，是CP/M最巔峰的時期，已可支援3,000種不同型號的電腦，數位研究的年銷售額達540萬美元。

### 與IBM往来
1980年，IBM接受微軟公司比爾·蓋茲的建議，接洽數位研究公司，希望爲新產品IBM PC取得即将推出的CP/M授權，:173, 174也就是CP/M-86。蓋瑞·基爾多像往常一样交由妻子桃樂思負責談判，而他和同事兼MP/M作業系统的开发者Tom Rolander則在蓋瑞的私人飞机上，要去交付軟體給客戶比爾·戈德布特。IBM的代表坚持要桃樂思先签署一份保密协议，才會說明他们拜訪的目的。根据公司律師葛瑞·戴維斯（Gerry Davis）的建议，桃樂思拒绝在未经蓋瑞批准的情况下签署协议。:179–181蓋瑞·基爾多下午返回并试图與IBM展開協商，但是关于他是否签署了保密协议，以及他是否曾与IBM代表会面，各方的說法不一。
两家公司最終未能达成协议的原因也是衆說紛紜。只有少数产品的數位研究可能不愿意以一次付款買斷的方式将其旗艦产品出售给IBM，而期望採用基于套數計算授權費的做法。桃樂思·基爾多可能认为该公司无法按照IBM提出的时间表交付CP/M-86，因为该公司正忙于为資料通用公司开发PL/I程式语言。也有一個說法，IBM代表可能对數位研究花了很多時間在处理他们认为只是例行公事的保密協議而感到氣惱。:179–180据蓋瑞·基爾多的说法，他和桃樂思休假的那天晚上要飛往佛罗里达，IBM代表跟他們搭乘同一航班，他们在飛機上进行了谈判並並達成協議。IBM首席谈判代表傑克·山姆斯（Jack Sams）坚称他从未见过蓋瑞·基爾多，一位IBM的同事也证实山姆斯的說辭。他承认他的团队中可能有其他人在那班飛機上，也提到他飞回西雅图与微软再次會面。
山姆斯将整件事的過程告诉了蓋茲，後者稍早前已经同意为PC提供包含BASIC直譯器在內的几个程式。多年之後盖茨對外提到他对这个故事的印象就是基爾多率性地「飛走了」。山姆斯给了盖茨的任务是寻找一个可用的作業系统，几周后他提议使用西雅圖電腦產品公司的作業系统86-DOS——這是一个独立开发的作業系统但是实现了CP/M的應用程式介面 。微軟的保羅·艾倫与西雅圖公司谈判並取得授權，然後將86-DOS移植到IBM PC，然後IBM再以IBM PC DOS的名稱發行。:204–206
基爾多取得了一份PC DOS並做了檢驗，最終认为它侵犯了CP/M的版權。当他问葛瑞·戴維斯有可以依據哪些法律採取行動时，戴維斯告诉他軟體的智慧財產權法還不够明确，无法提起诉讼。於是，戴維斯只是威胁IBM他可能會採取法律行动，而IBM則提议讓CP/M-86也作为PC的出貨选项作为回应，以换取免责。基爾多接受提議，他认为IBM PC就像以前的个人电脑一样不会取得多大的商业成功。当IBM PC推出时，作業系统並非跟着捆绑出售。作業系统的选项之一是PC DOS，售价40美元。PC DOS被视为实际上必要的配備；大多数軟體都需要它，而且如果没有它，IBM PC仅能使用其内置的磁帶BASIC 。六个月后，CP/M-86以240元美元、也就是六倍的價格開始出售，同時支援的軟體也少得多，結果銷量可預期地与DOS相比並不佳。

### 后期工作
随着与IBM交易的失败，基爾多夫婦認爲必需引入有管理經驗的經理人，基爾多於1985年6月28日辞去數位研究执行長一职，但仍担任董事長。。同時，他仍参与了各种技術实验和研究計劃，例如具有多工功能的CP/M版本（MP/M）和LISP語言的教育用方言Logo 编程语言。他希望Logo能够在教育领域取代BASIC，但結果也不如願。在看過Apple Lisa的演示后，他也親自監督數位研究的图形用户界面（称为GEM）的計劃。
Novell於1991年收购了數位研究公司，这笔交易为基爾多赚了数百万美元。
从1983到1990年的七年里，基爾多在美國公共電視台協同主持一個以個人電腦趋势爲主題的節目，名为《電腦编年史》，提供对产品的见解和评论，以及讨论成長迅速的个人电脑领域的未来。
1984年，他创办了另一家名叫「積極風投」（Activeventure）的公司 ，将光碟技术應用於電腦。1985年初更名为KnowledgeSet ，並於1985年6月发布了第一部電腦百科全书，格羅利爾的《美國學術百科全書》的CD-ROM版，命名为《電子百科全書》（The Electronic Encyclopedia），后来被班塔公司收购。基爾多成立的最後一家企业名为「普羅米修斯聲光」（Prometheus Light and Sound），总部位于德州奥斯汀。他們开发了一种模块化、家用的電話交換機系统，整合固定電话与移动电话，他們稱之爲Intelliphone（意爲「聰明電話」），目的在减少当时昂貴的上网成本，以及透過網路控制家电。它包括一个基於UUCP的儲存與转发系统，用於在各个节点之间交换电子邮件及檔案，并計劃之後支援TCP/IP。

## 個人生活
基爾多的同事回忆他富有创造力、随和且富有冒险精神。除了飞行，他还酷爱跑车、赛车和划船，对大海有着终生的热爱。
儘管基爾多想把IBM的事件留在過去，並以其它的成就而為人所知，但他還是經常被拿來與比爾·蓋茲比較，而忽略他的貢獻。在盖茨和各方记者的推波助瀾之下，逐漸形成一個說法：就是那場要命的IBM與數位研究的會面會失敗，是因爲基爾多不负责任地逕自跑去渡假飛行。
在后来的几年里，基爾多私下會表現出被微軟遮蔽了光芒而憤憤不平，并开始酗酒。
1983年，蓋瑞與桃樂絲離婚。1986年再婚，但是這段婚姻也維持沒幾年。
基爾多将數位研究公司卖给Novell之後变得富有，他搬到了奥斯汀的西湖山郊区。房子位於湖畔，有幾個跑車的停車棚，地下室還有間錄影工作室。基爾多還拥有私人的里爾噴射機，并且在湖上至少有一艘船。他在加利福尼亚州圆石滩靠近數位研究总部的地方還有一間全海景豪宅。

## 《電腦關聯》
1992年，基爾多应邀参加了华盛顿大学電腦科學學程25周年纪念活动。作为该學程的杰出毕业生，他對僅被邀去觀禮，感到很失望。他對校方把主題演說的機會給了比爾·蓋茲感到不滿，因為蓋茲是哈佛大學的輟學生，只是給華盛頓大學捐款過，但從未就讀過。
爲了反擊，基爾多开始撰写回忆录，题为《電腦關聯：個人電腦行業變遷中的人物、地點和事件》。基爾多打算出版的回憶錄表達了他的不滿，認為人們似乎不關注電腦軟體的優雅。
:62
在谈到比尔盖茨时，基爾多形容他「更像是一个投機者，而不是一个技術工作者；而且即使所持的观点是荒谬的，還是固执己见」。:62
在附录中，他称DOS是「顯而易見的剽竊」，因为它的前26个系統呼叫与CP/M的方式相同。他指责IBM故意制造了PC DOS和CP/M之间的价差以抑制CP/M的銷量。
基爾多於1993年底完成了草稿，但並未正式发表。记者哈罗德·埃文斯将这本回忆录作为2004年出版的《他们创造了美国》（They Made America） 一书中关于基爾多那章的主要来源，推論出微软偷走了基爾多的发明。當年PC計劃的IBM资深人士对本书中事件的描述提出异议，同時微软也称其「片面且不准确」。而根據知名軟體取證專家羅伯特·澤德曼的兩次驗證，結論是找不到抄襲的證據。
2016年8月，基爾多的家人提供了《電腦關聯》（Computer Connections）的前七章，供公众免费下载。

## 逝世
1994年7月8日，52岁的基爾多在加州蒙特雷的富蘭克林街酒吧烤肉店（Franklin Street Bar & Grill，一家摩托車愛好者酒吧）头部受伤，具體原因衆說紛紜。有人說他从椅子上跌下来，也有人說是从台阶上摔下来，還有人說是因为他穿着哈雷的皮衣入內而遭到殴打。《他们创造了美国》一書中則提到他「在屋内跌跌撞撞撞到了头，並被发现倒在地板上」。
受伤后，基爾多两次入出院。1994年7月11日，他在蒙特利半岛社区医院被宣布死亡。7月12日进行的尸检并未确定死因。埃文斯说基爾多的头部因受伤導致脑出血，進而颅骨内形成血块。Usenet上的CP/M的常见问题解答則說基爾多因受伤而有脑震荡，但死于心脏病，並不清楚两者之间是否有關聯。
最初的新闻報導和警方的调查認爲此事件可能是凶杀案。根据验尸官的报告，基爾多的致命伤可能是「謀殺造成的」，然後案件移交到蒙特雷警察局。法蘭克·索莱西托警官（Sgt. Frank Sollecito）说「我们會把它當作一起可能的凶杀案进行调查」、「我不会斬釘截鐵地说这是一起凶杀案。」
基爾多後來火化並安葬在西雅图北部的長青瓦舍里纪念公园，他的墓碑上刻著一張軟碟圖案。

## 榮誉
在基爾多去世的消息公開後，比尔·盖茨评论他是「个人电脑革命最初先驱者之一」和「一位非常有创造力的電腦科学家，他的工作非常出色。虽然我们是竞争对手，但我一直非常尊重他对個人電腦行业的贡献。他的英年早逝令人非常遗憾，他的作品将被怀念。」
1995年3月，基爾多因其对微型電腦行业的贡献而被软體出版商协会頒發終生成就獎，並提到基爾多以下的成就：
- 第一個专门用於微处理器的程式语言及編譯器：PL/M （1973年）
- 第一套微处理器磁碟作業系统，最终售出25万份：CP/M （1974年）
- 第一套成功的开放系统架构，將不同系統的硬體介面劃分為一組例行程式：BIOS（1975年）
- 创建第一套軟碟磁軌緩衝方案、磁碟快取演算法、檔案目录缓存和記憶體磁碟。
- 首位在作業系統上導入先佔式多工、具備視窗及選單的使用者介面：MP/M 、Concurrent CP/M 、Concurrent DOS 、DOS Plus 、GEM。
- 創造二進位重编译器：XLT86（英语：XLT86）。(1981)
- 第一個用於影片光碟自動進行非線性播放的電腦界面，預見了今日的互動多媒體。（1984年）
- 第一代消费者等級的CD-ROM檔案系统和資料结构。（1985年）

2014年4月25日，IEEE爲了表彰CP/M及BIOS對個人電腦的重大貢獻，特授予IEEE里程碑，並在加州太平洋叢林市原數位研究公司總部所在地設一块纪念牌匾。
2017年4月，海军研究生院將一間會議室命名為蓋瑞·基爾多博士紀念會議廳。

## 延伸阅读
- Kildall, Gary.  (Manuscript, part 1). 2016-08-02 [1993]  [2023-05-02]. （原始内容存档于2023-01-18） （英语）.——可公開下載的《電腦關聯》前7章草稿。
- Laws, David. . CHM BLOG. Computer History Museum. 2014-02-26  [2023-05-02]. （原始内容存档于2023-05-19） （英语）.——電腦歷史博物館文章〈蓋瑞·基爾多與PC作業系統誕生40週年紀念〉。
- Goldman Rohm, Wendy.  1. Crown Business. 1998-09-01. ISBN 0812927168 （英语）.——一本揭發微軟「內部祕辛」的書，其中提到與蓋瑞·基爾多之間的紛爭。
- (PDF). Naval Postgraduate School. 2017-04-21  [2020-02-25]. （原始内容 (pdf)存档于2020-01-02） （英语）.——海军研究生院爲蓋瑞·基爾多博士紀念會議廳舉行揭幕儀式的介紹小冊。

## 外部連結
- DigitalResearch.biz，一個收集數位系統公司及蓋瑞·基爾多博士的相關歷史資料及檔案，由MaxFrame公司維護。
- YouTube上的The Man Who COULD Have Been Bill Gates [Gary Kildall]（英文），一個介紹蓋瑞·基爾多與IBM PC作業系統故事的短片，由ColdFusion製作。